# Cuarteto Talich
El Cuarteto Talich (checo: Talichovo kvarteto) es un cuarteto de cuerda checo fundado en 1964, considerado como uno de los principales conjuntos de cámara internacionales ganador de varios Grand Prix du Disque.

## Intérpretes
Violín I
- Jan Talich, Sr. (Fundador, 1964–1970)[3]
- Petr Messiereur (1970–1997)
- Jan Talich, Jr. (1997 al presente)

Violín II
- Jan Kvapil (original, 1964–1994)

- Vladimir Bukač (1994–2000)
- Petr Maceček (2000 a 2011)
- Romano Patočka (2011 al presente)

Viola
- Jiří Najnar (Original, 1964–)
- Karel Doležal (hasta 1970)
- Jan Talich, Sr. (1970–1997)
- Vladimír Bukač (1997 al presente)

Violonchelo

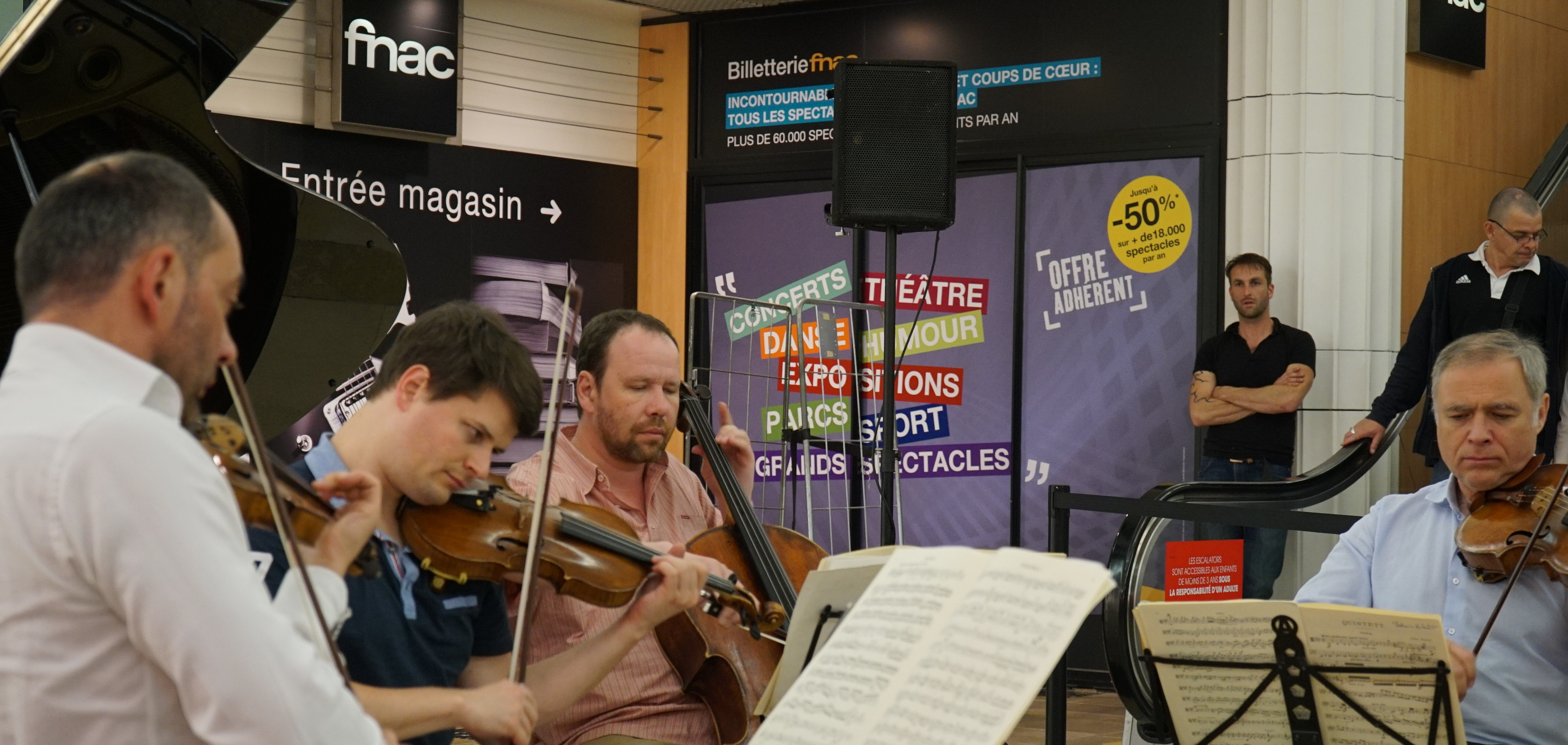
2015

- Evžen Rattay (Original, 1964–1997)
- Petr Prause (1997 al presente)

## Actividades
El Cuarteto Talich fue fundado en 1964 por Jan Talich, Sr. (nacido en 1945) mientras todavía era estudiante en el Conservatorio de Praga y nombrado así en homenaje a su tío, el famoso Václav Talich, el director y fundador de la Orquesta Filarmónica Checa. Han actuado en el Festival Primavera de Praga y el Festival Casals.  Especializado en trabajos de compositores checos,  han estrenado obras de Viktor Kalabis, Luboš Fišer y Luboš Sluka. 
El cuarteto tocó por primera vez en París el 6 de marzo de 1975, con tal éxito que fueron invitados a los Estados Unidos en junio de 1976. Aun así su debut norteamericano tuvo lugar en 1987.
Hicieron muchos registros para Calliope y al menos uno con Collins Classics. Sus primeros discos de los Cuartetos de Cuerda Opp. 61 y 96 de Antonín Dvořák  y del Quinteto de Clarinete de Mozart (con Bohuslav Zahradník) y el Cuarteto de Cuerda, K 156, ganaron el Grand Prix du Disque de l'Académie Charles Cros de 1977.  Su integral (ciclo completo) de los cuartetos de cuerda de Beethoven es una de las versiones de referencia entre la existentes y la grabaron entre finales de los años 70 y comienzos de los 80. El disco citado de Mozart y los Cuartetos de Cuerda de Beethoven Opp. 127 y 135 (CAL 1640) ganaron un Diapason d'Or.

## Discografía selectiva
- Ludwig van Beethoven : Los Cuartetos, integral (Calliope, 1977 à 1981. Reedición 7CD La Dolce Volta, 2012)
- Ludwig van Beethoven : Cuarteto n° 13 op.130, Gran Fugua en si bemol mayor, op. 133 (Calliope, 1977. Reedición La Dolce Volta, 2014)
- Johannes Brahms : Les 2 Sextetos para cuerdas n° 1 op.18, n° 2 op.36 (Calliope, 2006 y 2007. Reedición La Dolce Volta, 2014)
- Dmitri Shostakóvitch : Quinteto para piano op.57, Cuarteto n° 8 op.110 (Calliope, 2001. Reedición La Dolce Volta, 2014)
- Claude Debussy : Cuarteto Op.10 ; Maurice Ravel : Cuarteto en Fa mayor (La Dolce Volta, 2012)
- Antonín Dvořák : Cuartetos n° 10 op.51, n° 11 op.61 (La Dolce Volta, 2015)
- Antonín Dvořák : Cuartetos n° 12, "americano" op.96 ; Quinteto op.97 (Calliope, 2002 et 2006. Reedición La Dolce Volta, 2014)
- Joseph Haydn : Las siete palabras de Cristo, Cuarteto Op.51 hob.III: 50-56 (Calliope, 1995. Reedición La Dolce Volta, 2014)
- Leoš Janáček : Cuartetos n° 1 "Sonata a Kreutzer", n° 2 "Cartas íntimas" ; Erwin Schulhoff : Cuarteto n°1 (Calliope, 2004. Reedición La Dolce Volta, 2015)
- Johannes Wenzeslaus Kalliwoda : Cuartetos n° 1 op.61, n° 2 op.62, n° 3 op.90 (Calliope. Reedición La Dolce Volta, 2014)
- Felix Mendelssohn : Los Cuartetos, integral (Calliope, 2000, 2001 et 2003. Reedición 3CD La Dolce Volta, 2013)
- Wolfgang Amadeus Mozart : Los Cuartetos, integral (Calliope, 1983 à 1985. Reedición 7CD La Dolce Volta, 2011)
- Wolfgang Amadeus Mozart : Los 6 Quintetos de cuerda, integral (Calliope, 1990, 1993 et 1995. Reedición 3CD La Dolce Volta, 2012)
- Wolfgang Amadeus Mozart : Eine kleine Nachtmusik K.525, Adagio y fugua K.546, Divertimentos K.136-138 (Calliope, 1977. Reedición La Dolce Volta, 2014)
- Franz Schubert : Cuarteto no 14 en re menor "La Muerte y la Doncella", D. 810 ; Antonín Dvořák : Quinteto de cuerda n° 3 B.180 op.97, extractos (Directo en Paris, para el cuadragésimo aniversario del Cuarteto. La Dolce Volta, 2005)
- Bedřich Smetana : Cuartetos n° 1 "De mi vida", n° 2 en re menor ; Zdeněk Fibich : Cuarteto n° 1 en la mayor (Calliope. Reedición La Dolce Volta, 2014)